# Kein Engel ist so rein (1950)
Kein Engel ist so rein ist eine deutsche Filmkomödie aus dem Jahre 1950 von Helmut Weiss mit Fita Benkhoff, Paul Dahlke, Olga Tschechowa und Gardy Granass in den Hauptrollen.

## Handlung
Likörfabrikant Fritz ist eigentlich recht glücklich mit Philine verheiratet, doch hat sie einen mächtigen Spleen, der beider Ehe allmählich in eine schwere Krise zu führen droht. Die Dame mittleren Alters ist ein wenig überdreht und überdies esoterisch veranlagt, denn sie meint via Telefonate immer öfter die Stimme ihres verstorbenen ersten Gatten Leo zu hören und somit in einen spirituellen Kontakt mit ihm zu treten. Philines derzeitiger Gatte Fritz ist dementsprechend mächtig genervt, und bald ist der Verblichene in beider Ehe dauerpräsent, sodass sich Fritz und Philine andauernd in die Haare geraten. Der Schnapsfabrikant weiß sich bald keinen anderen Rat mehr, als sich Verbündete im Kampf gegen die Spinnereien Philines zu suchen. Die findet er unter anderem in des Toten Bruder, Paul Theodor, dessen ganze Liebe der Jazzmusik gehört, und in dessen fünf Söhne. Auch die elegante Margot und die reizende, junge Susanne tun das Ihre, um dem Spuk ein Ende zu bereiten. Und dann ist da noch die Ente Isolde, die für zusätzliches Durcheinander sorgt …

## Produktionsnotizen
Kein Engel ist so rein entstand im Winter 1949/50 in München und Umgebung und wurde am 24. März 1950 in Frankfurt am Main uraufgeführt. Die Berliner Premiere erfolgte eine Woche darauf.
Helmut Beck übernahm die Produktionsleitung, Otto Reinwald war Aufnahmeleiter. Robert Herlth schuf die Filmbauten, ihm assistierte Hans Berthel. Bessie Becker entwarf die Kostüme, Heinz Terworth kümmerte sich um den Ton. Komponist Gerhard Krüger assistierte Chefkameramann Werner Krien.
Der unbekannteste der Schell-Geschwister, Carl Schell, gab hier mit einer kleinen Rolle sein Filmdebüt.

## Kritik
Im Lexikon des Internationalen Films heißt es: „Verworrener Ulk, der die bescheidene Grundidee mit unbeholfener Situationskomik überstrapaziert.“